# Öresjön (Särna socken, Dalarna)
Öresjön är en sjö i Älvdalens kommun i Dalarna och ingår i Dalälvens huvudavrinningsområde. Sjön har en area på 1,73 kvadratkilometer och ligger 613,1 meter över havet. Sjön avvattnas av vattendraget Galån.

## Delavrinningsområde
Öresjön ingår i det delavrinningsområde (683900-134682) som SMHI kallar för Utloppet av Öresjön. Medelhöjden är 628 meter över havet och ytan är 6,39 kvadratkilometer. Det finns inga avrinningsområden uppströms utan avrinningsområdet är högsta punkten. Galån som avvattnar avrinningsområdet har biflödesordning 4, vilket innebär att vattnet flödar genom totalt 4 vattendrag innan det når havet efter 518 kilometer. Avrinningsområdet består mestadels av skog (62 procent). Avrinningsområdet har 1,73 kvadratkilometer vattenytor vilket ger det en sjöprocent på 27,1 procent.